# Hoursinne
 (août 2021).
Si vous disposez d'ouvrages ou d'articles de référence ou si vous connaissez des sites web de qualité traitant du thème abordé ici, merci de compléter l'article en donnant les références utiles à sa vérifiabilité et en les liant à la section « Notes et références ».
Hoursinne est un hameau belge de la commune d'Érezée située en province de Luxembourg.
Avant la fusion des communes de 1977, Hoursinne faisait partie de la commune de Mormont.

## Géographie
Hoursinne est situé sur le versant d’une colline.
Hoursinne est divisé en trois parties :
- La première est Grande-Hoursinne, c’est la partie la plus basse, l’altitude y varie entre 225 et 335m.
- La deuxième est Hoursinne, celle-ci est au centre du village, l’altitude y varie entre 335 et 355m
- La troisième est Petite-Hoursinne, c’est la partie la plus haute du village, l’altitude y varie entre 355 et 430m dans les bois

Hoursinne est situé entre Grandménil et Bomal (Durbuy). Dans le fond de la vallée entre Petite-Hoursinne et Mormont (Érezée) passe la RN806.

## Transport
Le village n’est accessible qu’en voiture par la N806.
Il n’y a aucun arrêt de bus dans le village.
La gare la plus proche est celle de Bomal.

## Situation et description
Ce hameau ardennais étire ses habitations le long de la côte de Hoursinne qui débute à proximité du confluent de l'Amante et du ruisseau de Hoursinne pour se terminer en cul-de-sac quelque 3 km plus loin. Le hameau se situe sur le versant sud du ruisseau de Hoursinne qui coule en lisière de forêt.
Le hameau se divise en Grande-Hoursinne située dans la première partie de la côte et Petite-Hoursinne se trouvant plus haut.
Entre ces deux parties, se trouve la chapelle dédiée à Notre-Dame de Beauraing et construite en 1954.
Plusieurs fermettes du hameau ont été bâties en moellons de grès ou en briques rouges avec colombages. Certaines ont été aménagées en gîtes ruraux.

## Lieux et monuments
- Grotte dédiée à Notre-Dame de Lourdes

Porte une plaque de remerciement pour la protection qu'elle offrit au village durant la guerre de 40.
- Chapelle Notre-Dame de Beauraing

Cette chapelle date de 1954 et marque la limite entre Grande Hoursinne et Petite Hoursinne.
Depuis 2016, la gestion de la chapelle a été reprise par l'association "La Chapelle aux bois" dans le but d'organiser des activités culturelles (concerts, etc.).

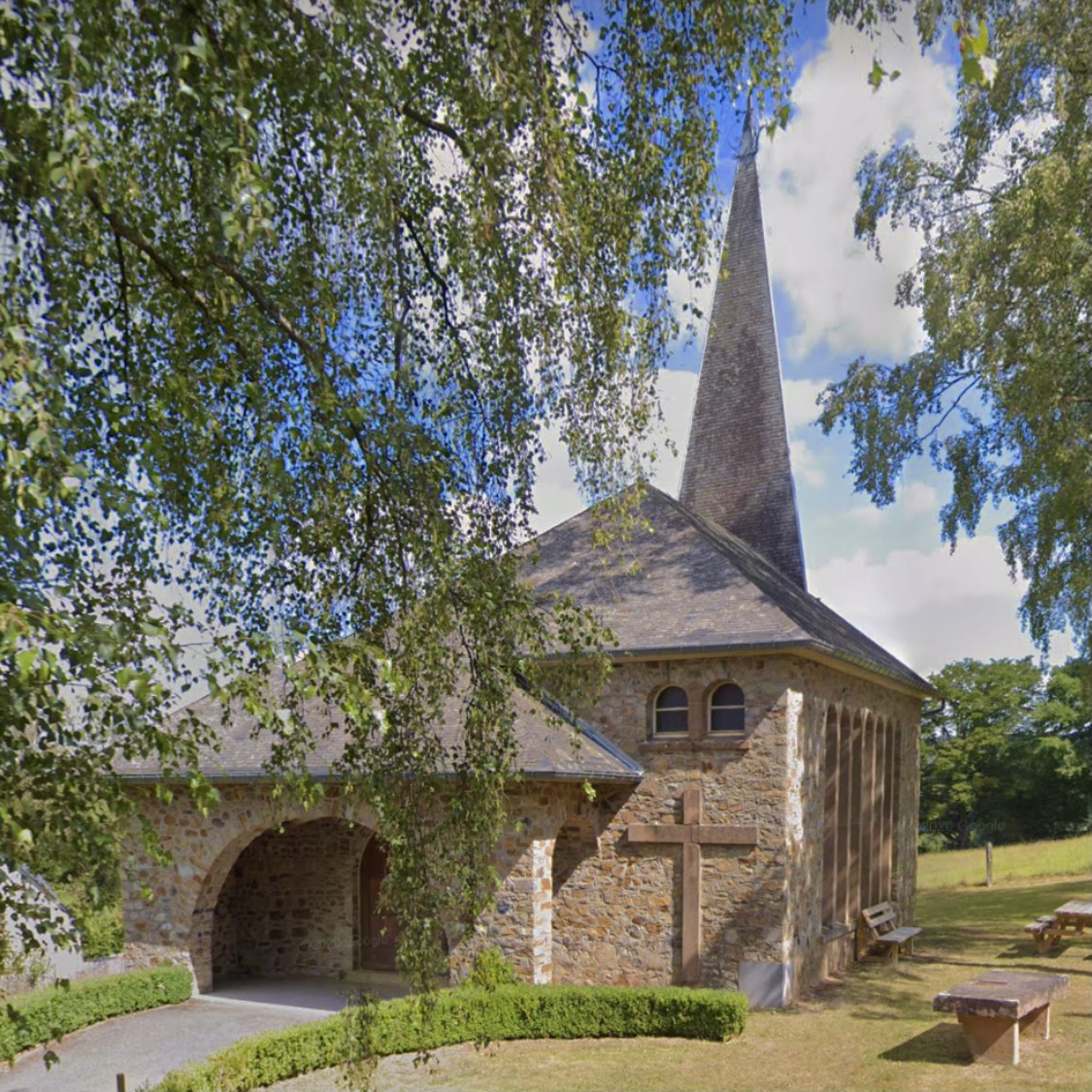
Chapelle Notre-Dame de Beauraing